# Eugenia solimoensis
Eugenia solimoensis är en myrtenväxtart som beskrevs av Otto Karl Berg. Eugenia solimoensis ingår i släktet Eugenia och familjen myrtenväxter. Inga underarter finns listade i Catalogue of Life.